# Уголовно-процессуальное законодательство
Уголовно-процессуальное законодательство — совокупность законодательных нормативных правовых актов, содержащих нормы, регулирующие порядок уголовного судопроизводства и иные общественные отношения, составляющие предмет уголовно-процессуального права.

## Уголовно-процессуальное законодательствоРоссийской Федерации
Важнейшим источником уголовно-процессуального права является Конституция Российской Федерации, которая содержит ряд норм уголовно-процессуального права. В частности, в ней названы важнейшие принципы, нашедшие отражение в Уголовно-процессуальном кодексе Российской Федерации (вступившим в силу 1 июля 2002 года): принцип законности, осуществления правосудия только судом, уважения чести и достоинства личности, тайны переписки, телефонных и иных переговоров, почтовых, телеграфных и иных сообщений.
Уголовно-процессуальный кодекс Российской Федерации 2002 года является основным источником уголовно-процессуального права. Основная масса норм, регулирующих порядок уголовного судопроизводства, содержится именно в данном кодифицированном акте. Однако существуют и иные федеральные законы, входящие в систему уголовно-процессуального законодательства, например, федеральный закон от 20 августа 2004 года № 119-ФЗ «О государственной защите потерпевших, свидетелей и иных участников уголовного судопроизводства».
Действие уголовно-процессуального законодательства во времени, в пространстве и по кругу лиц урегулировано статьями 2-4 Уголовно-процессуального кодекса Российской Федерации. Так, из анализа данных норм можно заключить, что производство по уголовному делу на территории Российской Федерации независимо от места совершения преступления, а также производство по уголовному делу о преступлении, совершенном на судне (водном или воздушном), находящемся за пределами территории Российской Федерации под флагом Российской Федерации, если указанное судно приписано к порту Российской Федерации, ведется в соответствии с Уголовно-процессуальным кодексом Российской Федерации. Производство по уголовным делам о преступлениях, совершенных иностранными гражданами или лицами без гражданства на территории Российской Федерации, ведется в соответствии с правилами Уголовно-процессуального кодекса Российской Федерации. Процессуальные действия, предусмотренные данным актом, в отношении лиц, обладающих правом дипломатической неприкосновенности, производятся лишь по просьбе указанных лиц или с их согласия, которое испрашивается через Министерство иностранных дел Российской Федерации. При производстве по уголовному делу применяется уголовно-процессуальный закон, действующий во время производства соответствующего процессуального действия или принятия процессуального решения, если иное не установлено Уголовно-процессуальным кодексом Российской Федерации.